# Kakaórigó
A kakaórigó (Turdus fumigatus) a madarak osztályának verébalakúak (Passeriformes) rendjébe és a rigófélék (Turdidae) családjába tartozó faj.

## Rendszerezése
A fajt Martin Hinrich Carl Lichtenstein német orvos és zoológus írta le 1823-ban.

## Alfajai
- Turdus fumigatus aquilonalis (Cherrie, 1909) - Kolumbia északkeleti része, Venezuela északi része és Trinidad
- Turdus fumigatus orinocensis (Zimmer & W. H. Phelps, 1955) - Kolumbia keleti része és Venezuela nyugati része
- Turdus fumigatus fumigatus (Lichtenstein, 1823) - Brazília keleti és északi része, Guyana, Suriname és Francia Guyana
- Turdus fumigatus bondi (Deignan, 1951) - Saint Vincent és a Grenadine-szigetek
- Turdus fumigatus personus (Barbour, 1911) - Grenada [2]

## Előfordulása
Grenada,  Guyana,  Saint Vincent és a Grenadine-szigetek, Trinidad és Tobago, Brazília, Francia Guyana, Kolumbia, Suriname és Venezuela területén költ. Mint kóborló faj előfordul Antigua és Barbuda, Barbados, a Dominikai Közösség, Guadeloupe, Martinique, Saint Kitts és Nevis, Saint Lucia és Bolívia területén is.
Természetes élőhelyei a szubtrópusi és trópusi síkvidéki esőerdők, mangroveerdők, mocsári erdők és szavannák, lápok, mocsarak, folyók és patakok környékén, valamint, ültetvények és másodlagos erdők. Állandó, nem vonuló faj.

## Megjelenése
Testhossza 24 centiméter, testtömege 55-83 gramm.

## Természetvédelmi helyzete
Az elterjedési területe rendkívül nagy, egyedszáma ugyan csökken, de még nem éri el a kritikus szintet. A Természetvédelmi Világszövetség Vörös listáján nem fenyegetett fajként szerepel.